# Бела падина
Бела падина (на гръцки: Ασπρονέρι, в превод Бяла вода или Ξηροπόταμος, Ксиропотамос, в превод Суха река, до 1969 година Μπέλα Παδίνα) е река в Егейска Македония, Гърция, ляв приток на Четирската река (Коре), част от водосборния басейн на река Бистрица (Алакмонас).

## Описание
Реката се образува от няколко потока, извиращи в Дъмбенската планина, под билото Дервено. Тече в югоизточна посока. Излиза от плинаната източно от село Света Неделя (Агия Кириаки) и се влива като ляв приток в Четирската река северно от Четирок (Месопотамия), малко преди вливането ѝ в Рулската река.